# AEGON művészeti díj
Az AEGON Művészeti Díjat az AEGON Magyarország Zrt. alapította 2006-ban Eszéki Erzsébet koncepciója alapján és az ő szakmai vezetésével a kiugró szépirodalmi teljesítmények elismerésére, és hogy a közvélemény figyelmét ezúton is felhívja az alkotókra.

## Ismertetése
A díjat élő magyar író, költő kaphatja az előző évben újdonságként napvilágot látott, kiemelkedő jelentőségű szépirodalmi művéért. 2016-tól kezdődően annyi változás történt, hogy az érintett időszak a tárgyév előtti év utolsó hónapjától a tárgyév utolsó előtti hónapjáig tart, azaz 2016-ban 2014. december 1-től és 2015. november 30-ig. Odaítéléséről eredetileg ötfős, későbbiekben hétfős szakmai zsűri döntött.
A díjazott 2006 és 2012 között egy-egy társdíjazottat is választhatott a társművészetek valamelyikéből, aki az AEGON Művészeti Társdíjat nyerte el. Az alapító társaság vezetői az AEGON Művészeti Díjat minden évben tavasszal adták át, az AEGON Művészeti Társdíjat pedig a díjazott döntése után, fél évvel később.
A díj előzményének a Magyar Irodalmi Díj tekinthető (2001–2005), melyet a Magyarország Európában Alapítvány (MAEURO) hozott létre. Ennek az alapítványnak az alapítói között szerepelt az ÁB-Aegon Rt., Kepecs Gábor vezérigazgató nevének feltüntetésével.

## 2020 után jövője bizonytalan
2020 elején bejelentették, hogy az elismerés nevét Aegon Irodalmi Díjra változtatták, ezzel együtt a jelölést és a kiválasztás menetét is megújították. 
Egy évvel későbbi hír szerint azonban a díj „jelenlegi formájában” megszűnik, esetleges jövőjéről nem adtak ki közleményt. 2020 novemberében ugyanis a holland Aegon N.V. kezdeményezte magyarországi leányvállalatainak eladását a bécsi székhelyű VIG (Vienna Insurance Group) cégcsoportnak, és Magyarországon hivatalosan nem használhatják tovább az Aegon nevet.

## Díjazottak
| Év   | Díjazott             | Díjazott mű             | Műfaj       | Kiadó     | Források      |
| ---- | -------------------- | ----------------------- | ----------- | --------- | ------------- |
| 2006 | Spiró György         | Fogság                  | regény      | Magvető   |               |
| 2007 | Rakovszky Zsuzsa     | Visszaút az időben      | verseskötet | Magvető   |               |
| 2008 | Térey János          | Asztalizene             | dráma       | Magvető   |               |
| 2009 | Jónás Tamás          | Önkéntes vak            | verseskötet | Magvető   | [ 5 ]         |
| 2010 | Csaplár Vilmos       | Hitler lánya            | regény      | Kalligram | [ 6 ]         |
| 2011 | Esterházy Péter      | Esti                    | regény      | Magvető   |               |
| 2012 | Grecsó Krisztián     | Mellettem elférsz       | regény      | Magvető   |               |
| 2013 | Barnás Ferenc        | Másik halál             | regény      | Kalligram |               |
| 2014 | Kun Árpád            | Boldog Észak            | regény      | Magvető   | [ 7 ]         |
| 2015 | Péterfy Gergely      | Kitömött barbár         | regény      | Kalligram | [ 8 ]         |
| 2016 | Oravecz Imre         | Távozó fa               | verseskötet | Magvető   | [ 9 ]         |
| 2017 | Krasznahorkai László | Báró Wenckheim hazatér  | regény      | Magvető   | [ 10 ]        |
| 2018 | Nádas Péter          | Világló részletek       | regény      | Jelenkor  | [ 11 ]        |
| 2019 | Takács Zsuzsa        | A Vak Remény            | verseskötet | Magvető   | [ 12 ] [ 13 ] |
| 2020 | Nádasdy Ádám         | Jól láthatóan lógok itt | verseskötet | Magvető   | [ 14 ]        |

## A döntősök listája
Alábbi lista a díj szűkített listájára felkerült műveket tartalmazza éves bontásban. Az első kiírásnál (2006) nincs adat szűkített listáról, majd a következő két kiírást követően a kiíró 10 tételben maximálta a listára kerülő művek számát. Az utolsó kiírásnál minössze 5 jelölt volt.
| Jelöltek | Jelöltek | Jelöltek | Jelöltek |
| --- | --- | --- | --- |
| 2007 - Barnás Ferenc: A kilencedik - Békés Pál: Csikágó - gangregény - Ficsku Pál: Gyerekgyár - Garaczi László: Metaxa - Háy János: Házasságon innen és túl - Kemény István: Élőbeszéd - Kőrösi Zoltán: Milyen egy női mell? – Hazánk szíve - Kovács András Ferenc: Hazatérés Hellaszból – Kavafisz-átiratok - Parti Nagy Lajos: A fagyott kutya lába - Rakovszky Zsuzsa: Visszaút az időben - Sándor Iván: Követés - Szabó T. Anna: Elhagy - Térey János: Ultra - Tóth Krisztina: Vonalkód | 2008 - Bán Zoltán András: Susánka és Selyempina - Bán Zsófia: Esti iskola: olvasókönyv felnőtteknek - Békés Pál: Semmi baj - Farkas Péter: Nyolc perc - Háy János: A gyerek - Lator László: Az egyetlen lehetőség - Nádasdy Ádám: Az az íz - Oravecz Imre: Ondrok gödre - Solymosi Bálint: Életjáradék - Takács Zsuzsa: A megtévesztő külsejű vendég - Tandori Dezső: Ördöglakat - Térey János: Asztalizene | 2009 - Balázs Attila: Kinek Észak, kinek Dél - Esterházy Péter: Semmi művészet - Jónás Tamás: Önkéntes vak - Kántor Péter: Trójavariációk - Krasznahorkai László: Seiobo járt odalent - Márton László: Amit láttál, amit hallottál - Parti Nagy Lajos – Banga Ferenc: A pecsenyehattyú és más mesék - Péterfy Gergely: Halál Budán - Vajda Miklós: Anyakép, amerikai keretben - Závada Pál: Idegen testünk | 2010 - Csaplár Vilmos: Hitler lánya - Darvasi László: Virágzabálók - Kemény István: Kedves ismeretlen - Kovács András Ferenc: Sötét tus, néma tinta - Kukorelly Endre: Ezer és 3 - Podmaniczky Szilárd: Szép Magyar Szótár - Schein Gábor: Egy angyal önéletrajzai - Tóth Krisztina: Magas labda - Vajda Miklós: Anyakép, amerikai keretben - Varga Mátyás: Hallásgyakorlatok                                                           |
| 2011 - Aczél Géza: ő(szike) - Bertók László: Pénteken vasárnap - Borbély Szilárd: A Testhez - Esterházy Péter: Esti - Ferencz Győző: Szakadás - Garaczi László: Arc és Hátraarc - Spiró György: Tavaszi Tárlat - Szilasi László: Szentek hárfája - Szvoren Edina: Pertu - Térey János: Protokoll | 2012 - Bodor Ádám: Verhovina madarai - Borbély Szilárd: Szemünk előtt vonulnak el - Grecsó Krisztián: Mellettem elférsz - Grendel Lajos: Négy hét az élet - György Péter: Apám helyett - Horváth Péter: Bogárvérrel - Láng Zsolt: A föld állatai - Papp Sándor Zsigmond: Semmi kis életek - Tóth Krisztina: Pixel - Varga Mátyás: parsifal, parsifal                                                        | 2013 - Bán Zsófia: Amikor még csak az állatok éltek - Barnás Ferenc: Másik halál - Fehér Béla: Kossuthkifli - Ferdinandy György: Pók a víz alatt - Györe Balázs: Barátaim, akik besúgóim is voltak - Karafiáth Orsolya: Kicsi Lili - Kemény István: A királynál - Márton László: M. L., a gyilkos - Szvoren Edina: Nincs és ne is legyen - Végel László: Bűnhődés – naplóregény                            | 2014 - Bereményi Géza: Vadnai Bébi - Borbély Szilárd: Nincstelenek – Már elment a Mesijás? - Csabai László: Szindbád Szibériában - Esterházy Péter: Egyszerű történet vessző száz oldal – a kardozós változat - Gergely Ágnes: Két szimpla a Kedvesben - Krasznahorkai László: Megy a világ - Kun Árpád: Boldog Észak - Takács Zsuzsa: Tiltott nyelv - Tompa Andrea: Fejtől s lábtól – Kettő orvos Erdélyben - Tóth Krisztina: Akvárium |
| 2015 - Dragomán György: Máglya - Esterházy Péter: Egyszerű történet vessző száz oldal – a Márk-változat - Havasréti József: Űrérzékeny lelkek - Kiss Tibor Noé: Aludnod kellene - Péterfy Gergely: Kitömött barbár - Szijj Ferenc: Agyag és kátrány – Fényleírás - Szilasi László: A harmadik híd - Térey János: Átkelés Budapesten - Tóth Krisztina: Pillanatragasztó - Závada Pál: Természetes fény                                                                                       | 2016 - Bartis Attila: A vége - Danyi Zoltán: A dögeltakarító - Dragomán György: Oroszlánkórus - Esterházy Péter: A bűnös - Marno János: Hideghullám - Oravecz Imre: Távozó fa - Rakovszky Zsuzsa: Fortepan - Réz Pál: Bokáig pezsgőben - Szvoren Edina: Az ország legjobb hóhéra - Térey János: A Legkisebb Jégkorszak                                                                                      | 2017 - Jászberényi Sándor: A lélek legszebb éjszakája - Krasznahorkai László: Báró Wenckheim hazatér - Kun Árpád: Megint hazavárunk - Németh Gábor: Egy mormota nyara - Spiró György: Válogatott esszék - Szabó Róbert Csaba: Alakváltók - Szilasi László: Amíg másokkal voltunk - Térey János: Őszi hadjárat - Tóth Krisztina: Világadapte - Zoltán Gábor: Orgia                                          | 2018 - Csabai László: Szindbád, a forradalmár - Kántor Péter: Valahol itt - Nádas Péter: Világló részletek - Nádasdy Ádám: Nyírj a hajamba - Parti Nagy Lajos: Létbüfé - Rakovszky Zsuzsa: Célia - Szécsi Noémi: Egyformák vagytok - Tompa Andrea: Omerta - Tóth Krisztina: Ünnep - Vida Gábor: Egy dadogás története |
| 2019 - Dragomán György: Rendszerújra - Garaczi László: Hasítás - Kemény István: Nílus - Krusovszky Dénes: Akik már nem leszünk sosem - Mán-Várhegyi Réka: Mágneshegy - Márton László: Két obeliszk - Simon Márton: Rókák esküvője - Szvoren Edina: Verseim - Takács Zsuzsa: A Vak Remény - Tolnai Ottó: Szeméremékszerek (A két steril pohár) | 2020 - Barnás Ferenc: Életünk végéig - Csabai László: A vidék lelke - Harag Anita: Évszakhoz képest hűvösebb - Láng Zsolt: Bolyai - Nádasdy Ádám: Jól láthatóan lógok itt | | |

## Társdíjazottak
| Év   | Díjazott                         |
| ---- | -------------------------------- |
| 2006 | Jeney Zoltán zeneszerző          |
| 2007 | Vojnich Erzsébet festőművész     |
| 2008 | Kovalik Balázs operarendező      |
| 2009 | Juhász Gábor zeneszerző, gitáros |
| 2010 | Pálfi György filmrendező         |
| 2011 | Lukács Miklós cimbalomművész     |
| 2012 | Szabó Balázs zenész, népzenész   |